# 사내초등학교
사내초등학교는 대한민국 강원특별자치도 화천군 사내면 사창리에 있는 초등학교다.

## 학교 연혁
- 1925년 4월 1일 사내공립보통학교(4년제) 인가
- 1928년 4월 1일 6년제 개편
- 1938년 4월 1일 사내공립심상소학교로 개칭
- 1941년 4월 1일 사내공립국민학교로 개칭
- 1954년 11월 30일 수복 개교 (사창국민학교)
- 1954년 11월 30일 삼일분교장 설립 인가
- 1964년 3월 6일 명월분교장 설립 인가
- 1966년 3월 1일 명월국민학교로 승격
- 1981년 2월 20일 병설유치원 설립
- 1987년 3월 5일 사내국민학교로 명칭 변경
- 1995년 3월 1일 삼일분교장 통폐합
- 1996년 3월 1일 사내초등학교로 개칭
- 1999년 9월 1일 명월분교장 통합
- 2022년 3월 1일 제27대 이인숙 교장 취임
- 2023년 12월 31일 제88회 졸업식(총5,769명 졸업)

## 학교 상징
- 교화 - 개나리 <희망·솔선수범> : 이른 봄에 가장 먼저 화사하게 피는 꽃으로 희망과 솔선수범을 의미함
- 교목 - 잣나무 <끈기·씩씩한 기상> : 늘 푸르고 곧게 자라며 고소한 열매를 맺는 나무로 끈기와 씩씩한 기상을 의미함

## 참고 자료
- 사내초등학교 - 한국교육학술정보원 학교알리미